# Тъга
Тъга е емоция, характеризираща се с чувства на неудобство, загуба и безпомощност. Когато са тъжни, хората често стават тихи, по-малко енергични и затворени в себе си. Тъгата се смята за противоположност на щастието и е подобна на емоциите на скръб, мъка, нещастие и меланхолия. Философът Барух Спиноза определя тъгата като придвижване на човека от по-голяма перфектност към по-малка.
Тъгата може да бъде видяна като временно разваляне на настроението, докато депресията е характеризирана от непроменливо и интензивно лошо настроение, както и като разпадане на способността да се функционира във всекидневните неща.

## По-нататъшно четене
- Keltner, PC Ellsworth, K.Edwards – J Pers Soc Psychol, 1993
- Raghunathan, MT Pham – Organizational Behavior and Human Decision Processes, 1999[неработеща препратка]
- D Keltner, PC Ellsworth, K Edwards – J Pers Soc Psychol, 1993

|  | Тази страница частично или изцяло представлява превод на страницата Sadness в Уикипедия на английски. Оригиналният текст, както и този превод, са защитени от Лиценза „Криейтив Комънс – Признание – Споделяне на споделеното“, а за съдържание, създадено преди юни 2009 година – от Лиценза за свободна документация на ГНУ. Прегледайте историята на редакциите на оригиналната страница, както и на преводната страница, за да видите списъка на съавторите. ВАЖНО: Този шаблон се отнася единствено до авторските права върху съдържанието на статията. Добавянето му не отменя изискването да се посочват конкретни източници на твърденията, които да бъдат благонадеждни. |